# Pseudolasius martini
Pseudolasius martini é uma espécie de formiga do gênero Pseudolasius, pertencente à subfamília Formicinae.